# Olov Janse
Giáo sư Robert Ture Olov Janse (sinh 3 tháng 8 năm 1892, tại Norrköping, Thụy Điển – mất tháng 3 năm 1985, tại Washington, D.C., Hoa Kỳ) là nhà khảo cổ học người Thụy Điển.
Olov Janse nổi tiếng với công trình khai quật trong thời kì 1935–1939 tại huyện Đông Sơn, nay thuộc địa phận phường Đông Quang, tỉnh Thanh Hóa, Việt Nam.
Một số công trình nổi tiếng của Jansen là "Nghiên cứu khảo cổ học Đông Dương": tập I (1947), tập II (1951), tập III (1958) và "Bí mật của cây đèn hình người" (Stockholm 1959), gồm các kết quả nghiên cứu về gốm cổ châu Á và đặc biệt là Đông Nam Á.